# Suity angielskie (BWV 806–811)
Suity angielskie, BWV 806–811 – zbiór sześciu suit Johanna Sebastiana Bacha przeznaczonych na klawesyn i uważanych za najwcześniejsze spośród 19 suit na instrumenty klawiszowe. Pozostałe to Uwertura w stylu francuskim (BWV 831), 6 partit (BWV 825–830) oraz 6 suit francuskich (BWV 812–817).

## Historia powstania
Początkowo uważano, że skomponowane zostały pomiędzy 1718 a 1720 rokiem, natomiast obecnie przypuszcza się, że miało to miejsce już wcześniej, około 1715, gdy kompozytor przebywał w Weimarze. Nazwa "angielskie" pochodzi najprawdopodobniej od pierwszego biografa Bacha, Johanna Nikolausa Forkela, który przypuszczał, że suity zostały zamówione przez angielskiego arystokratę. Nie ma ku temu jednak żadnych przesłanek.

## Utwory
- I suita A-dur, BWV 806

Preludium, Allemande, Courante I, Courante II, Sarabanda, Bourrée I, Bourrée II, Gigue
- II suita a-moll, BWV 807

Preludium, Allemande, Courante, Sarabande, Bourrée I, Bourrée II, Gigue
- III suita g-moll, BWV 808

Preludium, Allemande, Courante, Sarabande, Gavotte I, Gavotte II, Gigue
- IV suita F-dur, BWV 809

Preludium, Allemande, Courante, Sarabande, Menuet I, Menuet II, Gigue
- V suita e-moll, BWV 810

Prelude, Allemande, Courante, Sarabande, Passepied I, Passepied II, Gigue
- VI suita d-moll, BWV 811

Preludium, Allemande, Courante, Sarabande, Gavotte I, Gavotte II, Gigue
Warto zauważyć, że następstwo tonacji odpowiada ciągowi nut w motywie chorału 'Jesu, meine Freude'; mało prawdopodobne, by był to jedynie zbieg okoliczności.

## Ważniejsze nagrania

### Na klawesynie
- Kenneth Gilbert (Harmonia Mundi, 1981)
- Gustav Leonhardt (Virgin, 1984)
- Colin Tilney (Music&Arts, 1993)
- Trevor Pinnock (Archiv Production, 1992)

### Na fortepianie
- Glenn Gould (Sony, 1977)
- Ivo Pogorelić (Deutsche Grammophon, 1985)
- András Schiff (Decca, 1988)
- Murray Perahia, (Sony Classics, 1999)